# Xavier Moon
Xavier Moon (Goodwater, 2 gennaio 1995) è un cestista statunitense.

## Biografia
È il nipote di Jamario Moon, anch'egli cestista.

## Statistiche

### NCAA
| Anno      | Squadra    | PG | PT | MP   | TC%  | 3P%  | TL%  | RP  | AP  | PRP | SP  | PP   |
| --------- | ---------- | -- | -- | ---- | ---- | ---- | ---- | --- | --- | --- | --- | ---- |
| 2015-2016 | MSU Eagles | 37 | 21 | 24,2 | 47,5 | 41,2 | 75,6 | 2,6 | 1,8 | 0,9 | 0,1 | 10,2 |
| 2016-2017 | MSU Eagles | 30 | 30 | 35,0 | 43,4 | 41,0 | 89,1 | 3,5 | 4,6 | 1,2 | 0,3 | 16,0 |
| Carriera  | Carriera   | 67 | 51 | 29,1 | 45,2 | 41,1 | 82,9 | 3,0 | 3,1 | 1,0 | 0,2 | 12,8 |

#### Massimi in carriera
- Massimo di punti: 26 (2 volte)[2]
- Massimo di rimbalzi: 10 vs Central Arkansas (19 dicembre 2016)
- Massimo di assist: 11 vs Central Arkansas (19 dicembre 2016)
- Massimo di palle rubate: 4 vs Tennessee-Martin (31 dicembre 2016)
- Massimo di stoppate: 2 (2 volte)
- Massimo di minuti giocati: 43 vs Tennessee-Martin (31 dicembre 2016)

### NBA

#### Regular Season
| Anno      | Squadra       | PG | PT | MP   | TC%  | 3P%  | TL%  | RP  | AP  | PRP | SP  | PP  |
| --------- | ------------- | -- | -- | ---- | ---- | ---- | ---- | --- | --- | --- | --- | --- |
| 2021-2022 | L.A. Clippers | 10 | 0  | 13,7 | 49,0 | 35,7 | 60,0 | 1,4 | 2,4 | 0,7 | 0,3 | 5,8 |
| 2022-2023 | L.A. Clippers | 4  | 0  | 5,0  | 33,3 | 33,3 | -    | 0,8 | 1,3 | 0,0 | 0,0 | 1,8 |
| 2023-2024 | L.A. Clippers | 14 | 1  | 8,5  | 32,6 | 11,8 | 50,0 | 1,3 | 1,5 | 0,2 | 0,2 | 2,4 |
| Carriera  | Carriera      | 28 | 1  | 9,9  | 40,6 | 23,5 | 57,1 | 1,3 | 1,8 | 0,4 | 0,2 | 3,5 |

#### Massimi in carriera
- Massimo di punti: 17 vs Oklahoma City Thunder (10 aprile 2022)[3]
- Massimo di rimbalzi: 4 vs Minnesota Timberwolves (3 gennaio 2022)
- Massimo di assist: 7 vs Oklahoma City Thunder (10 aprile 2022)
- Massimo di palle rubate: 4 vs Minnesota Timberwolves (3 gennaio 2022)
- Massimo di stoppate: 1 (3 volte)
- Massimo di minuti giocati: 26 vs Minnesota Timberwolves (3 gennaio 2022)

### G League
| Anno      | Squadra          | PG  | PT | MP   | TC%  | 3P%  | TL%  | RP  | AP  | PRP | SP  | PP   |
| --------- | ---------------- | --- | -- | ---- | ---- | ---- | ---- | --- | --- | --- | --- | ---- |
| 2021-2022 | A.C. Clippers    | 35  | 28 | 31,9 | 46,5 | 36,3 | 87,0 | 4,5 | 7,1 | 1,2 | 0,7 | 16,1 |
| 2022-2023 | Ontario Clippers | 48  | 23 | 31,0 | 52,3 | 38,9 | 82,4 | 3,9 | 5,5 | 1,5 | 1,0 | 20,1 |
| 2023-2024 | Ontario Clippers | 29  | 29 | 31,1 | 48,0 | 41,0 | 90,0 | 4,9 | 6,4 | 1,7 | 1,1 | 19,8 |
| Carriera  | Carriera         | 112 | 80 | 31,3 | 49,5 | 39,0 | 85,7 | 4,4 | 6,3 | 1,5 | 1,0 | 18,8 |

## Palmarès
- 3 volte CEBL Most Valuable Player (2019, 2020, 2021)
- 2 volte CEBL Finals MVP (2020, 2021)
- 3 volte All-CEBL First Team (2019, 2020, 2021)
- Miglior marcatore CEBL (2021)